# امیرحسین ثابتی
امیرحسین ثابتی منفرد (زاده ۱۸ اردیبهشت ۱۳۶۷ تهران) مجری تلویزیونی و سیاستمدار اهل ایران است. او نماینده تهران، ری، شمیرانات، اسلامشهر و پردیس در دوازدهمین دوره مجلس شورای اسلامی می‌باشد.
ثابتی تحصیلاتش را در رشته علوم سیاسی در دانشگاه تهران و پژوهشگاه علوم انسانی و مطالعات فرهنگی انجام داد. او فعالیت سیاسی را در دوران دانشجویی آغاز و به عنوان دبیر سیاسی بسیج دانشجویی دانشگاه تهران فعالیت کرد. وی سپس از سال ۱۳۹۴ تا ۱۳۹۷ در دفتر سعید جلیلی، مشغول به کار شد و در کارگروه‌های دولت سایه جلیلی حضور یافت.
ثابتی در ۱۴۰۲ نامزد انتخابات مجلس دوازدهم از حوزه انتخابیه تهران شد و توانست به عنوان نفر دوم به مجلس راه پیدا کند. در حالی که برخی رسانه‌ها او را عضو جبهه پایداری انقلاب اسلامی معرفی می‌کنند اما خودش می‌گوید عضو هیچ حزب و جناحی نیست و به همه آن‌ها بدبین است. وی یکی از افراد حاضر در لیست جبهه صبح ایران منسوب به رائفی پور برای مجلس دوازدهم بود.

## ابتدای زندگی و تحصیلات
امیر حسین ثابتی منفرد در سال ۱۳۶۷ در تهران متولد شد. از خانواده و همسر او اطلاعات زیادی در دسترس نیست. ثابتی پس از شرکت در کنکور سراسری سال ۱۳۸۵، در رشته علوم سیاسی دانشگاه تهران پذیرفته شد. او در دانشگاه از فعالان بسیج دانشجویی بود. وی در سال ۱۳۹۰ وارد مقطع کارشناسی ارشد با گرایش مسائل ایران شد و دو سال بعد از پایان‌نامه‌اش با موضوع جنبش دانشجویی و انتخابات دفاع کرد. وی از مهر سال ۱۳۹۲ وارد مقطع دکتری در پژوهشگاه علوم انسانی و مطالعات فرهنگی شد.
در تیر ۱۳۹۱ او به خاطر اعتراض به اقدام مجلس هشتم و علی لاریجانی در خصوص وقف دانشگاه آزاد از سوی دادگاه انقلاب اسلامی به ۹۱ روز حبس تعزیری محکوم شد.

## فعالیت کاری و سیاسی
ثابتی اجرای برنامه اینترنتی رو در رو و برنامه جهان‌آرا در شبکه افق سیمای جمهوری اسلامی ایران را برعهده داشته است.
ثابتی از سال ۱۳۹۷ اجرا و سردبیری برنامه اینترنتی گفتگومحور رو در رو در سایت آپارات را برعهده گرفت و در در این برنامه با شخصیت‌هایی چون سید محمدرضا خاتمی، فائزه هاشمی، علی باقری، علی مطهری، بهروز افخمی، سعید قاسمی و علیرضا زاکانی مصاحبه کرد، که آن را به پربازدیدترین برنامه سیاسی آپارات تبدیل کرد. از سال ۱۳۹۸ او جای وحید یامین‌پور را به عنوان مجری برنامه جهان‌آرا در شبکه افق سیمای جمهوری اسلامی ایران برعهده گرفت. او در این برنامه با شخصیت‌هایی چون محمد نعیم، سخنگوی دفتر طالبان در قطر، گفتگو کرد. قسمت‌های مختلف جهان‌آرا مجادله برانگیز شد. پس از یکی از این برنامه‌ها، رسانه اصولگرای فرهیختگان در انتقاد به امیرحسین ثابتی نوشت: این فقط لات و لوت‌های شیک‌وپیک کرده ایران‌اینترنشنال که از قطبی شدن جامعه نفع می‌برند. اگر آنالیز ذی‌نفعان را درمورد کسانی که به سر قطب دیگر ماجرا چسبیده‌اند هم انجام بدهیم، به کسانی برمی‌خوریم که ذیل عناوین مقدس و محترمی مثل مقاومت و ولایت‌پذیری، روی دیگر سکه ایران‌اینترنشنال و همه لات و لوت‌های این قبیله هستند.
ثابتی سابقه تدریس درس عمومی «انقلاب اسلامی» در دانشگاه سوره و دانشکده رسانه را دارد. او همچنین از شهریور ۱۴۰۲ مشغول به تدریس همین درس در دانشگاه صنعتی شریف است.
اعلام خبر تدریس او در این دانشگاه و همزمانی آن با اخراج برخی از دانشگاهیان از دانشگاه‌های ایران، انتقاداتی را نسبت به مدارج تحصیلی و عدم تجربه تدریس او برانگیخت. ثابتی در رد این انتقادات گفت: «چرا نباید در دانشگاه تدریس کنم؟ مگر قرار است با ۱۵ سال تحصیل در رشته علوم سیاسی بروم فیزیک کوانتوم درس بدهم!»ثابتی در یکی از بیانه‌های خود در پاسخ به انتقادات علیه خودش گفته بود: افتخار می‌کنم مواضع فکریم به سعید جلیلی نزدیک است.

### فعالیت‌های سیاسی
ثابتی از دوران دانشجویی علاوه‌بر وبلاگ شخصی، در سایت‌ها و خبرگزاری‌های مختلف مطالب مختلفی منتشر می‌کرد. وی از سال ۱۳۹۴ تا ۱۳۹۷ در دفتر سعید جلیلی، نماینده سید علی خامنه‌ای در شورای عالی امنیت ملی مشغول به کار شد و در آن دوره در کارگروه‌های مختلف «دولت سایه» حضور یافت. وی همچنین سابقه سخنرانی در نشست‌های قرارگاه عمار را دارد.

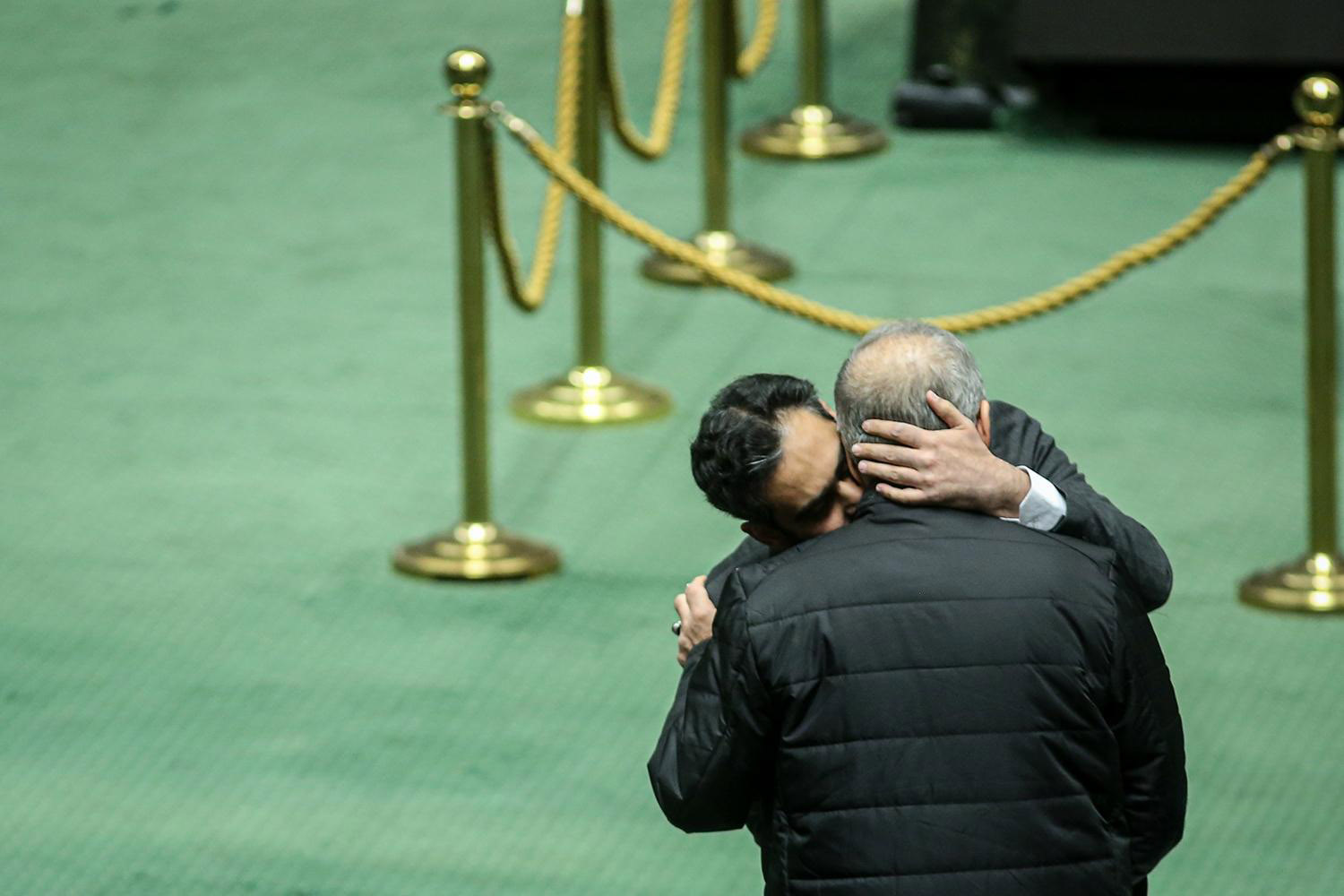
در آغوش گرفتن مسعود پزشکیان توسط امیرحسین ثابتی در جلسه استیضاح عبدالناصر همتی وزیر اقتصاد ۱۲ اسفند ۱۴۰۳

### نمایندگی مجلس شورای اسلامی
ثابتی از نامزدهای انتخابات دوازدهمین دوره مجلس شورای اسلامی از حوزه انتخابیه تهران، ری، شمیرانات، اسلامشهر و پردیس بود که با شمارش آرا به‌عنوان نفر دوم این حوزه پس از سید محمود نبویان به مجلس راه یافت. او در فهرست‌های امنا و جبهه صبح ایران قرار داشت.
رسانه فرارو دربارهٔ وی می‌نویسد:ثابتی در ماه‌هایی که از آغاز به کار مجلس دوازدهم می‌گذرد، پررنگ و شفاف بوده است. گزارش روزانه از فعالیت‌های خود، نطق‌ها، سخنرانی‌ها و بازدیدها در توئیتر، تلگرام، یوتیوب و شبکه‌های اجتماعی داخلی منتشر می‌کند. تمام آرایی که داشته مشخص است.

### انتخابات ریاست‌جمهوری ۱۴۰۳
ثابتی در انتخابات ریاست‌جمهوری چهاردهم از حامیان و عضو ستاد انتخاباتی سعید جلیلی بود. وی از همراهان جلیلی هنگام ثبت‌نام در وزارت کشور بود. ثابتی همچنین به عنوان نماینده وی در برنامه‌های صدا و سیما حضور یافته است.

## دیدگاه‌ها و مواضع

### انتقاد به سکوت در برابر فساد
در حالی که برخی رسانه‌ها از او به عنوان تندرو و صحبت‌های او را جناحی عنوان می‌کنند اما او حتی علیه صداوسیما، علیرضا زاکانی، محسنی اژه‌ای، محمدباقر قالیباف، ائمه جمعه و سایر اصولگرایان و کسانی که در برابر فسادهای مالی اقتصادی سکوت کرده‌اند نیز به انتقاد می‌پردازد. او منتقد بانک‌های خصوصی از جمله بانک آینده است. بیشتر سخنرانی‌های او در رابطه با مبارزه با فساد است.

### هم‌دستی اصلاح‌طلب و اصولگرا
ثابتی درباره جناح‌های سیاسی ایران می‌گوید: جریان چپ و راست هر چقدر با هم اختلاف داشته باشند در مبارزه با «شفافیت» با هم وفاق دارند. در جریان سفر او به دهدشت که گفته شده با موانعی از سوی مسئولان استان کهگیلویه و بویراحمد برای لغو آن روبرو شد، شهروندان حاضر در محل سخنرانی در حمایت از او شعار «چپ، راست، کارگزار، علیه خدمتگذار» را سر دادند. این شعار معمولا توسط طرفداران محمود احمدی‌نژاد سر داده می‌شود.

### اعتراض به خودروسازان
وی در مجلس درباره خودروسازان گفت: من نمی‌فهمم این چه مملکتی است؟ طرف فسادی به این بزرگی دارد، حکم هم برایش صادر نکرده‌اند، حالا می‌خواهند ایران‌خودرو را هم به او بدهند آقا اگر اینجا دوربین مخفی است، بگویید ما هم بدانیم! مردم بیچاره چه گناهی کرده‌اند؟ تا الان کم از ایران‌خودرو کشیده‌اند که حالا اکثر سهام آن را هم به شرکت کروز بدهید؟ فردا قیمت‌ها بالاتر می‌رود، کیفیت پایین‌تر می‌آید، خب این ظلم به مردم است، می‌دانم اگر این حرف‌ها را بزنیم، فردا با رسانه پول‌پاشی می‌کنند، ما را تخریب می‌کنند.

### انتقاد از علی شمخانی
ثابتی علی شمخانی را نماد رانت‌بازی خواند و گفت شمخانی نباید دوسال در دولت آقای رئیسی، دبیر شورای عالی امنیت ملی می‌ماند، شمخانی در کشور چه کرده بود که اینهمه نفت کش دارد؟ با اسنپ مسافرکشی کرده یا حقوق کارمندی گرفته؟ شمخانی یک نماد است، جلیلی اگر می‌آمد روز اول همه این افراد فراری می‌شدند.

### فساد در بانک‌ها
او در سخنرانی ۲۷ فروردین ۱۴۰۴ در مجلس که به ترامپ‌های داخلی معروف شد گفت: زور برخی از افراد، دستگاه‌ها و برخی بانک‌ها از من نماینده و حتی وزیر بیشتر است، رئیس‌جمهور باید بیاد التماس کند تا فلان بانک فلان قانون را اجرا کند، آقا زورتان به ترامپ نمی‌رسد، به آمریکا نمی‌رسد که پول‌ها را بگیرید، آزاد بکنید، اشکال ندارد از داخلی‌ها که می‌توانید بگیرید. بروید سراغ ترامپ‌های داخلی.

### افشاگری درباره فرزانه صادق
در فروردین ۱۴۰۴ وی افشا کرد که خانواده فرزانه صادق با هزینه بیت المال در اسفند ۱۴۰۳ به کیش سفر کرده‌اند که نزدیک به ۹۰۰ میلیون تومان فاکتور شده است. این افشا گری نهایتاً با بیانیه دیوان محاسبات مبنی بر رخداد تخلف توسط سازمان هواپیمایی کشوری و تهاتر بدهی ایر لاین‌های خصوصی با خدمات مسافرتی برای کارکنان وزارت راه انجامید.